# Collongues (Alpes-Maritimes)
Collongues település Franciaországban, Alpes-Maritimes megyében. Lakosainak száma 80 fő (2022. január 1.). Collongues La Rochette, Amirat, Les Mujouls és Sallagriffon községekkel határos.

## Népesség
A település népességének változása:
| Lakosok száma | 58   | 121  | 116  | 101  | 105  | 97   | 78   | 73   | 71   | 80   |
|               | 1968 | 1982 | 1990 | 2006 | 2013 | 2015 | 2017 | 2019 | 2020 | 2022 |